# Haji Ally
Haji Ally Matumla est un boxeur tanzanien né le 25 mai 1968.

## Carrière
Haji Ally Matumla participe au tournoi des poids coqs des Jeux olympiques d'été de 1988 à Séoul, perdant dès le premier tour contre le Zaïrois Ibibongo Nduita.
Il est ensuite médaillé d'argent aux Jeux du Commonwealth en 1990 à Auckland dans la catégorie des poids plumes. Il obtient ensuite la médaille d'argent dans la catégorie des poids légers aux Jeux africains de 1991 au Caire, perdant en finale face au Zambien Felix Bwalya. Il obtient la médaille d'or dans la catégorie des poids super-légers aux Jeux africains de 1995 à Harare, remportant la finale face au Guinéen Aboubacar Diallo.